# 弊傢伙！史太林死咗
是一部2017年的政治諷刺黑色幽默電影，由阿曼多·伊安努奇執導和共同編劇。本片改編自法國圖像小說《La Mort de Staline》（2010年-2012年），講的是在1953年蘇聯最高領導人約瑟夫·維薩里奧諾維奇·史太林（阿德里安·麦克劳林 飾演）去世後的蘇聯政權鬥爭。主演有史提夫·布斯美、西蒙·羅素·畢爾、派迪·康斯丁、羅拔·費特、積遜·艾薩斯、麥可·帕林、安德麗亞·瑞斯波羅格和傑弗里·塔伯。
《弊傢伙！史太林死咗》在2017年多倫多國際影展放映，並獲得好評。本片在俄羅斯和許多前蘇聯成員之中引起了爭議，並在俄羅斯、吉爾吉斯、阿塞拜疆和哈薩克被禁映，在這些地區裏只有俄羅斯推出DVD。

## 剧情
1953年一天晚上，部长会议主席约瑟夫·维萨里奥诺维奇·斯大林在私人达恰听莫斯科广播电台播放莫扎特第23号钢琴协奏曲的钢琴协奏会。斯大林亲自致电电台的控制部门，要求立即送上曲子的录音。电台方面没有独奏曲的录音带，连忙把曲子又演了一遍来录音。钢琴家玛丽亚·尤金娜在唱片的封套内藏了一张给斯大林的字条，斥责他虐待整个国家。与此同时，斯大林与中央委员维亚切斯拉夫·莫洛托夫、格奥尔基·马林科夫、尼基塔·赫鲁晓夫和拉夫连季·贝利亚共进晚餐。晚餐结束后，众人离开达恰，此时贝利亚无意中向大家透露斯大林要在下一轮大清洗中除掉莫洛托夫。
独自一人的斯大林收到唱片，正准备播放。此时，封套内的字条掉了出来，斯大林捡起来看了一下，立马中风瘫倒在地。侍卫察觉到异样，但未经斯大林许可谁都不敢进去，直至第二天早上家政人员来打扫房间，才发现斯大林倒地。中央委员通过电报收到消息，连忙赶到现场。内务人民委员部部长贝利亚第一个到场。他将找到的尤迪娜字条藏了起来，再偷走保险柜里的文件，将它们交给门外的一名男子。部长会议副主席、斯大林继任者马林科夫之后抵达，他一开始惊恐万分，在贝利亚安慰下才冷静下来，实际上贝利亚想让他当傀儡。
之后到场的是赫鲁晓夫，前苏联共产党莫斯科委员会第一书记、马林科夫的副手。和他一起到场的还有贸易部长阿納斯塔斯·米高揚、劳动部长拉扎尔·卡冈诺维奇和国防部长尼古拉·布爾加寧。委员将斯大林搬到他的睡房，之后贝利亚立刻指示内务人民委员部从红军手中接过城市的安保职责。他将斯大林的黑名单换成自己的，上面没有莫洛托夫的名字。赫鲁晓夫和贝利亚随后开始为象征性的胜利而斗争，控制了斯大林的女儿斯韦特兰娜和精神失常、酗酒的儿子瓦西里·斯大林。
斯大林最终断了气，委员会成员立马赶回莫斯科。离开的时候，内务人民委员部掠夺了斯大林的达恰，杀掉达恰的所有员工。赫鲁晓夫来到莫洛托夫的家，希望获得他的支持，但被莫洛托夫反对，理由是斯大林极力反对这种派系主义的行为。但另一方面贝利亚为了向莫洛托夫表忠心，将他的妻子波林娜·谢苗诺夫娜·热姆丘任娜从监狱里放了。
委员们聚焦一起开会，按照《苏联宪法》规定，提名莫洛托夫出任部长会议主席。莫洛托夫很大程度上被贝利亚控制，贝利亚在委员会的首次会议上利用莫洛托夫来提升自己的地位。结果，被放在一边的赫鲁晓夫负责筹备斯大林的葬礼，使得贝利亚得以在会上建议引入赫鲁晓夫一直想推行的自由主义改革。斯大林之后被转到圆柱大厅供大家瞻仰，与此同时政治犯纷纷获释，俄罗斯正教会的限制获得松绑，贝利亚获得了更广泛的支持。然而，元帅朱可夫到场挑战他的地位，对红军一直被囚禁在监狱中感到愤怒。朱可夫和赫鲁晓夫得知贝利亚阻止所有列车进入莫斯科，防止如潮的吊唁人士让内务人民委员部不堪重负，变得更加愤怒。贝利亚得知赫鲁晓夫认识受邀在葬礼上演奏的尤迪娜，威胁要公开尤迪娜的字条。
为了报仇，赫鲁晓夫找到朱可夫，要他安排苏联红军策划对贝利亚的政变。朱可夫对此持开放态度，表示中央委员会全体委员都同意政变，他才能发动。赫鲁晓夫之后批准所有列车进入莫斯科，打压贝利亚的人气，导致内务人民委员部不堪重负，屠戮了1500名吊唁者。委员会建议刁难内务人民委员部的底层官员，但被贝利亚反对，认为自己与内务人民委员部的联系一旦公开，会损害他的声誉。之后他愤怒地拿自己搜集到的证据，威胁所有委员。委员会与仪仗队围绕着斯大林遗体的时候，东正教教会来到葬礼现场，激怒了莫洛托夫。莫洛托夫第二天会见赫鲁晓夫和卡冈诺维奇，表示如果委员会其他成员支持，他将支持对贝利亚发动政变。
斯大林葬礼当天，赫鲁晓夫向莫洛托夫和朱可夫谎称委员会一致同意对贝利亚采取行动。朱可夫通知他的部下在政府办公室上解除内务人民委员部成员的职务。朱可夫和手下武装上走私武器，逮捕贝利亚。赫鲁晓夫逼迫马林科夫签署贝利亚逮捕令，好让他们在袋鼠法庭上审判贝利亚。赫鲁晓夫与盟友认为贝利亚犯叛国罪、性侵犯罪和恋童罪，对他执行枪毙。
贝利亚遗体火化后，赫鲁晓夫给斯韦特兰娜一张前往维也纳的车票，承诺她和哥哥在那里会得到悉心照顾。赫鲁晓夫之后担任苏联最高领导人，他将贝利亚的同谋者及其他委員除名或降职。赫鲁晓夫去看尤迪娜表演的时候，列昂尼德·勃列日涅夫坐在他后排，紧盯着他的一举一动，暗示勃列日涅夫將會在不久的將來（1964年）取代赫鲁晓夫成為下一任蘇聯領導人。

## 演員
- 史提夫·布斯美 飾 尼基塔·謝爾蓋耶維奇·赫魯曉夫
- 西蒙·羅素·畢爾（英语：Simon Russell Beale） 飾 拉夫連季·帕夫洛維奇·貝利亞
- 派迪·康斯丁 飾 安德烈耶夫同志（Comrade Andreyev）
- 羅拔·費特 飾 瓦西里·約瑟福維奇·史達林
- 積遜·艾薩斯 飾 格奧爾基·康斯坦丁諾維奇·朱可夫
- 麥可·帕林 飾 維亞切斯拉夫·米哈伊洛維奇·莫洛托夫
- 安德麗亞·瑞斯波羅格 飾 斯韋特蘭娜·史達林
- 傑弗里·塔伯 飾 格奧爾基·馬克西米利安諾維奇·馬林科夫
- 阿德里安·麦克劳林（英语：Adrian McLoughlin） 飾 約瑟夫·維薩里奧諾維奇·史達林
- 歐嘉·柯瑞蘭寇 飾 瑪麗亞·尤金娜
- 保羅·懷特豪斯（英语：Paul Whitehouse） 飾 阿納斯塔斯·伊萬諾維奇·米高揚
- 保罗·查希迪（英语：Paul Chahidi） 飾 尼古拉·亞歷山德羅維奇·布爾加寧
- 德莫·克羅利（英语：Dermot Crowley） 飾 拉扎爾·莫伊謝耶維奇·卡岡諾維奇
- 賈斯汀·愛德華（英语：Justin Edwards (actor)） 飾 斯巴达克·索科洛夫（Spartak Sokolov）
- 李察·布雷克 飾 阿纳托利·塔拉索夫（英语：Anatoly Tarasov）
- 喬納森·阿里斯（英语：Jonathan Aris） 飾 梅日尼科夫（Mezhnikov）
- 羅傑·阿斯頓-格里菲斯（英语：Roger Ashton-Griffiths） 飾 音樂家
- 詹姆斯·巴里斯科爾（英语：James Barriscale） 飾 將軍

## 发行
影片于2017年10月20日和2018年3月9日在英国和美国上映，分别由Entertainment One和IFC影业发行。影片入选2017年多倫多國際影展“站台”单元。
影片北美票房800万美元，海外票房1660万美元，总票房合共2460万美元。

## 评价
影片在汇总媒体烂番茄收获243条评论，新鲜度95%，平均得分8.06/10。Metacritic收录43条评论，平均得分88/100。
2023年8月，本片在爛番茄整理「2010年代最佳50部喜劇」的排行榜，位居第9名。

## 禁播
俄罗斯伟大祖国党主席尼古拉·维克多维奇·斯塔里科夫批评《斯大林之死》是“英国精英阶层的不友善行为”，是“反俄罗斯信息战”的一环。2017年9月，俄羅斯聯邦文化部公共委员会主席建议当局封杀该片，认为影片是“西方社会分化动摇俄罗斯的图谋”。2018年1月23日，距离影片在俄罗斯上映还剩两天，国家杜马议员、俄罗斯历史学会代表、文化部公共委员会委员与电影界人士率先观看该片。两天后，文化部决定撤回影片的发行许可。部分影院在1月末仍放映该片，他们未曾听过影片放映许可被撤销的事情。俄罗斯文化部决定起诉这些影院。
格奥尔基·朱可夫元帅之女叶拉·朱可娃等俄罗斯文化部律师、电影导演尼基塔·米亥科夫、弗拉基米尔·博尔特科、俄罗斯国家历史博物馆馆长阿列克谢·列夫金向文化部长弗拉基米尔·梅金斯基联名请愿，要求撤销影片的许可，表示“《斯大林之死》旨在煽动仇恨及敌意，有损俄罗斯（苏联）人民的尊严，宣扬种族和社会自卑，让电影呈现极端主义本质。我们相信影片的目的是歪曲我们国家的历史，让民众想起1950年代的苏联就感到害怕和恐惧”。请愿信还表示，电影诋毁了第二次世界大战期间俄罗斯士兵的记忆，俄羅斯聯邦國歌伴随着淫秽的场景及冒犯性的态度响起，布景不符合史实，上映日期恰逢斯大林格勒战役75周年，仿佛向“战争的死难者和幸存者吐口水”。影片在俄罗斯、哈萨克斯坦和吉尔吉斯斯坦被禁。亚美尼亚和白俄罗斯成为欧亚经济联盟中批准该片上映的仅存国家，其中亚美尼亚叶里温的两家电影院于2018年1月25日首映影片，白俄罗斯一天后首映。在哈萨克斯坦，影片只在Clique电影节期间放映。

## 引用
在電影中，苏联内务人民委员部首脑拉夫连季·帕夫洛维奇·贝利亚在軍事政變中被以“戀童、謀殺和勾結境外勢力煽動顛覆國家政權”爲名判處槍決，后貝利亞回了一句“境外勢力？哪個？他媽的月球嗎！”。這句臺詞被多次引用在高度國家下的言論審查、扣帽子和抹黑策略，也被視作是一個網絡迷因；在反對中國大陸動態清零政策實施的抗爭運動中，北京市民衆就曾在面對“境外反華勢力”指控時引用了這段臺詞。

## 外部連結
- 官方网站
- 互联网电影数据库（IMDb）上《弊傢伙！史太林死咗》的资料（英文）
- Box Office Mojo上《弊傢伙！史太林死咗》的資料（英文）
- 爛番茄上《弊傢伙！史太林死咗》的資料（英文）